# Limnebius hilaris
Limnebius hilaris är en skalbaggsart som beskrevs av Balfour-browne 1978. Limnebius hilaris ingår i släktet Limnebius och familjen vattenbrynsbaggar. Inga underarter finns listade i Catalogue of Life.